# Xanthoanaptychia kotovii
Xanthoanaptychia kotovii är en lavart som beskrevs av S. Y. Kondr. & Kudratov. Xanthoanaptychia kotovii ingår i släktet Xanthoanaptychia och familjen Teloschistaceae. Inga underarter finns listade i Catalogue of Life.